# جیمز کومس
جیمز کومس (انگلیسی: James Coombes؛ زادهٔ ۸ اکتبر ۱۹۵۶) بازیگر است.
از فیلم‌ها یا مجموعه‌های تلویزیونی که وی در آن‌ها نقش داشته‌است، می‌توان به دکتر هو، پوآرو، خانواده من، شهر هالبی، سقوط شوالیه، رقص کثیف، خطاهای نرم‌افزاری و پادشاه داوود اشاره نمود.